# Ixodes ceylonensis
Ixodes ceylonensis este o specie de căpușe din genul Ixodes, familia Ixodidae, descrisă de Glen M. Kohls în anul 1950.
Este endemică în Sri Lanka. Conform Catalogue of Life specia Ixodes ceylonensis nu are subspecii cunoscute.